# مباريات مصر والجزائر 2009
تشكيل المنتخب المصري لهذه المباراه يضم :-
حارس المرمي : عصام الحضري
خط الدفاع : سيد معوض - هاني سعيد - وائل جمعة
خط الوسط : عبد الظاهر السقا - احمد حسن - احمد فتحي

خط الهجوم : محمد ابوتريكة - محمد زيدان - عمرو زكي

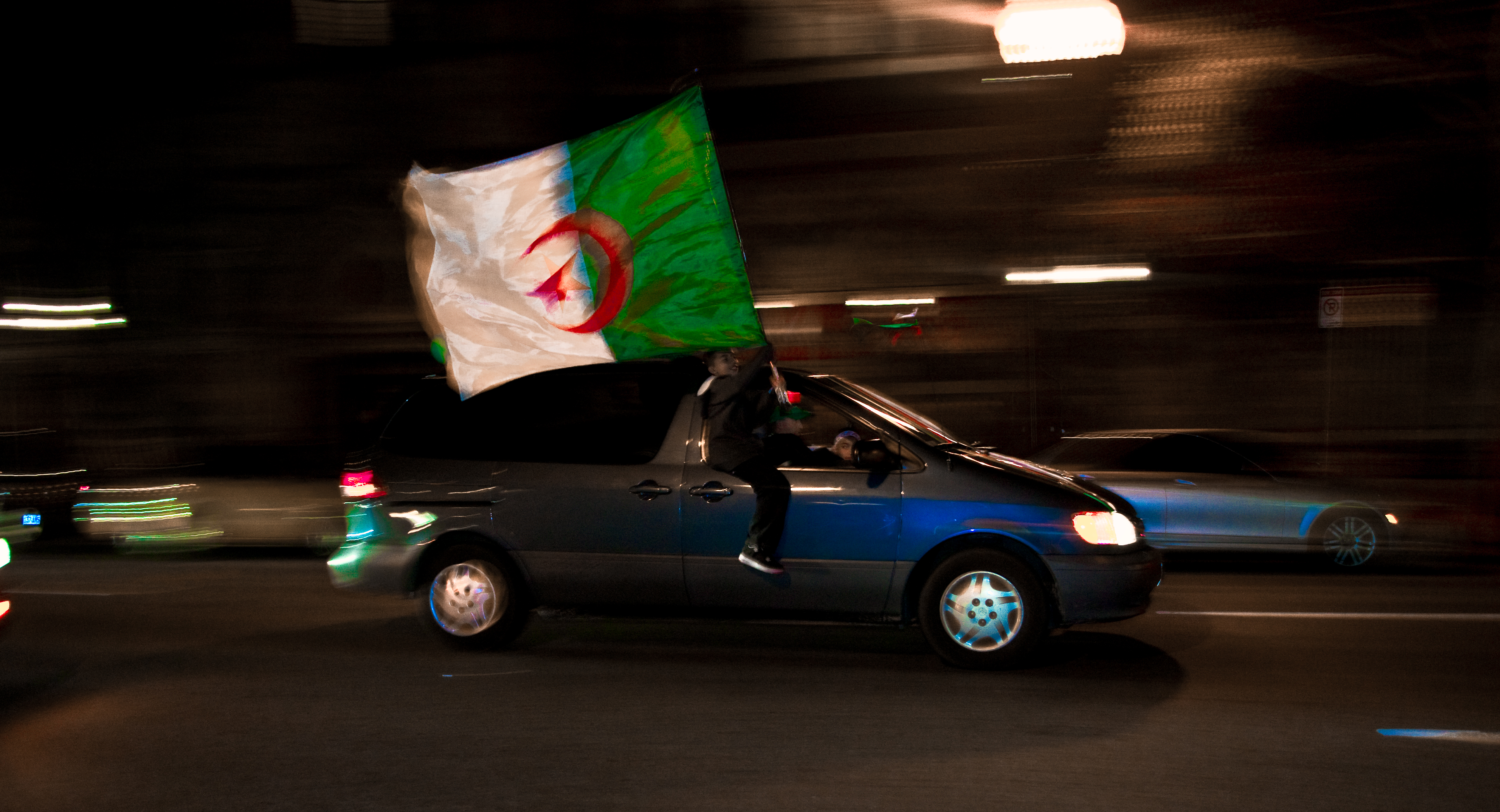
احتفالات الجزائريين في مدينة بوسطن

حدثت اضطرابات قبل وبعد مباراتي منتخبي مصر والجزائر في نوفمبر 2009 مما أدى إلى توتر دبلوماسي بين مصر والجزائر والسودان ضمن مباريات المجموعة الثالثة من الدور الثالث من تصفيات أفريقيا للتأهل إلى بطولة كأس العالم لكرة القدم 2010.
وكانت المباراة الأخيرة في المجموعة التي أقيمت على استاد القاهرة الدولي في 14 نوفمبر انتهت بفوز منتخب مصر 2-0 مما استلزم إقامة مباراة فاصلة بينهما في بلد محايد وقد تم اختيار أم درمان بالسودان وتحدد تاريخ 18 نوفمبر حيث فاز منتخب الجزائر 1-0 وتأهل إلى بطولة كأس العالم في جنوب أفريقيا.

## تاريخ المنافسات

### تصفيات كأس العالم 1990
جميع المباريات بين مصر والجزائر التي تفصل بينهما ليبيا تعتبر منافسة غرماء  علما بأنهما لم يتأهلا إلى بطولة كأس العالم منذ فترة طويلة حيث شارك الجزائر لآخر مرة في 1986 بينما شاركت مصر لآخر مرة في 1990.

#### مباراة القاهرة 1989
في سنة 1989، تقابل منتخب الجزائر مع المنتخب المصري في إطار الدور الرابع والأخير من تصفيات كأس العالم 1990 بإيطاليا. وكان لقاء الذهاب بالجزائر في مدينة قسنطينة وحل المنتخب المصري ضيفا على الجزائر، وكان اللقاء مثير وانتهى بالتعادل 0-0 بين المنتخبين.
بعد حوالي أسبوعين، جاء لقاء العودة بالقاهرة، وفازت مصر على الجزائر بهدف وحيد من تسجيل حسام حسن. تعرض المنتخب الجزائري عند وصوله إلى القاهرة لضغوطات ومضايقات قبل وأثناء المبارة ورأو الجزائريين أن هدف حسام حسن غير شرعي لأنه أثناء تسجيله للهدف، تم اعتداء صريح من أحمد رمزي على الحارس الجزائري الهادي العربي الذي بقى ساقطا على الأرض لمدة، كما تعرض لإصابة ثانية في الشوط الثاني أدت بسقوط خطير حيث ابتلع لسانه وكاد يفارق الحياة، ونقل للإنعاش في المستشفى. أما هذه المباراة الحاسمة، فقال بعدها اللاعب المصري أيمن يونس بأنها كانت معركة وليست مباراة كرة قدم. الجزائريون شعروا بأن الحكم التونسي علي بن ناصر كان منحازا كما أن المشجعين المصريين قاموا بأعمال شغب خارج الملعب والأمن المصري في النفق المؤدي إلى ميدان الملعب.
وبعد انتهاء اللقاء، تعرض منتخب الجزائر لمضايقات أخرى وعنذ وصوله إلى الفندق وجد مناصرين كثيرين في خارج وداخل فندق الشيراتون الذي كان يقيم فيه بينما كان من المفروض أن يكون آمنا، وجرت احتكاكات بين المناصرين والوفد الجزائري مما أدى بالحارس الاحتياطي الجزائري كمال قادري إلى فقئ عين أحد المناصرين السيد أحمد عبد المنعم طبيب المهنة، وقامت النيابة المصرية بإتهام لخضر بلومي بالقضية آنذاك ، وحكم بالتالي عليه غيابيا بالسجن. في 1994، رفعت السلطات المصرية القضية إلى الانتربول وفي 2006 تم خروج قانون من الانتربول يقر بالقبض على بلومي وتنفيذ العقوبة عليه. وفي ضل هذا القرار، تدخلت الدولة الجزائرية على رأسها الرئيس عبد العزيز بوتفليقة ضد هذه القضية التي رأت أنها غير عادلة في حق الكرة الجزائرية وفي حق لخضر بلومي سنة 2009 وتم حل وتسوية هذه القضية نهائيا بعد الاعتدار الرسمي من دولة الجزائر على إصابة السيد عبد المنعم وانتهت برفع قرار الإنتربول وتبرئة بلومي. 
نذكر أنه بسبب أحداث مباراة القاهرة 1989، قرر اتحاد مصر لكرة القدم إرسال الفريق الثاني (تحت 21 سنة مدعم ببعض لاعبين المنتخب الأول) للمشاركة في بطولة كأس الأمم الأفريقية لكرة القدم 1990 في الجزائر.

### تصفيات كأس العالم 2010

#### مباراة البليدة 2009
استضاف منتخب الجزائر نظيره المصري في تصفيات أفريقيا لبطولة كأس العالم 2010 في يونيو 2009 واستقبل الرئيس الجزائري شخصيا بعثة المنتخب المصري وتلقت بعثة المنتخب المصري باقة من الزهور في المطار. كلا المنتخبين استعدا للمباراتين بعيد عن أي ضغط من المشجعين حيث أقام منتخب مصر معسكرا في عمان بينما أقام منتخب الجزائر معسكرا في فرنسا. صرح مدرب منتخب الجزائر رابح سعدان بأنه خائف على عائلته من أي اعتداء من الجماهير الغاضبة إذا تعرض للخسارة. تم تكليف 5 آلاف رجل أمن لحفظ الأمن في مدينة البليدة التي تحولت بفضلهم إلى ثكنة عسكرية. قالت بعثة المنتخب المصري ان بعض افراد البعثة تعرضت لوعكة صحية نتيجة تناول وجبة الكسكسي الجزائرية وان هذا ربما يكون مدبرا لكن لم يوجه أحد اتهام رسمي. تم منع الصغار في السن من حضور الملعب إلا إذا كان يحمل تذكرة وانتهت المباراة بفوز الجزائر 3-1.
| الجزائر                                              | 3 – 1   | مصر                |
| ---------------------------------------------------- | ------- | ------------------ |
| كريم مطمور 60' · عبد القادر غزال 64' · رفيق جبور 77' | التقرير | محمد أبو تريكة 86' |

#### مباراة القاهرة 2009
التوتر قبل بداية المباراة في ازدياد  حيث قالت المدونة المصرية والناشطة في مجال حقوق الإنسان داليا زيادة بأن المباراة فرصة للتوحد ونسيان الاحتقان الطائفي، المشاكل الاقتصادية، والسياسة. في أكتوبر بدأت حرب إلكترونية  بهجوم هاكرز مصريون على موقع جريدة الشروق اليومية الجزائرية وفي المقابل وردا على هذا الهجوم فقد قام مجموعة من الهاكرز جزائري باختراق موقع الرئيس المصري وجريدة الأهرام. هذا الأمر جعل حكومتي البلدين تدعوان إلى التهدئة. وسائل الإعلام في البلدين عادوا يتحدثون على مباراة سنة 1989 حيث قال رئيس تحرير أحد الصحف أنه قبل يومين من بداية المباراة فإن المصريين يحتفلون كما لو كانوا فازوا بالمباراة بينما صرح أحمد شوبير أن الإشاعات بدأت تتسرب وتذاع علنا عبر وسائل الإعلام.
عندما وصلت بعثة المنتخب الجزائري إلى القاهرة في يوم الخميس الموافق 12 نوفمبر فإن الحافلة التي أقلتهم إلى الفندق تعرضت للرجم مما أدى إلى كسر النوافذ وأصيب 3 لاعبين وإداري. وسائل الإعلام المصرية اتهمت البعثة الجزائرية بتكسير الحافلة من أجل نقل المباراة إلى ملعب محايد. وجهت انتقادات إلى الأمن المصري بأنه لم تكن حمايته ممتازة.
في يوم الجمعة ذكرت صحيفة الأهرام بأن اللاعبون الجزائريون وليس المشجعين المصريين هم الذين قاموا بتخريب الحافلة بينما ذكرت جريدة الشروق المصرية المستقلة أن مسألة الاعتداء مفبركة لأن نوافذ الحافلة مكسورة من الداخل إلى الخارج وليس العكس.
ذكرت صحيفة المصري اليوم المستقلة أن مجموعة من الصبية الصغار في السن رجموا الحافلة ولكن اللاعبين الجزائريين استغلوا هذا الأمر من أجل أن يتظاهروا بالخوف والإصابة وتكسير نوافذ الحافلة وتخريب المقاعد بينما ذكرت صحيفة الجمهورية الحكومية أن اللاعبين الجزائريين أهانوا سائق الحافلة وهي نفس إتداعات أحداث 1989 بالقاهرة.
لكن قناة كانال بلاس الفرنسية (+ Canal) عن طريق مراسلها كانت حاضرة مع منتخب الجزائر وبفضله قامت بإنتاج برنامج وثائقي حول حقيقة ما حدث لبعثة المنتخب الجزائري  وما تضمنه هاتف رفيق صايفي الشخصي من صور التقطها  وقد قال مراقب المباراة والتر غاغ لقد رأينا إصابة خالد لموشية في الرأس، رفيق حليش أعلى العين، ورفيق صايفي في يده.
هذه التقارير أدت إلى زيادة التوتر قبل المباراة حيث وصل إلى ذروته ولم يسبق أن وصل إلى هذا المستوى في تاريخ البلدين.
طالب المتحدث الرسمي عن وزارة الخارجية المصرية حسام زكي وسائل الإعلام في البلدين بتهدئة الأجواء وهذا مطلب حكومتي البلدين.
في نفس أمسية المباراة قام مغني الراي الجزائري الشاب خالد بإحياء حفلة غنائية برفقة المطرب المصري المشهور محمد منير أمام 45 ألف شخص. وصرخ الشاب خالد بأعلى صوته عاشت مصر دولة عربية، عاشت الجزائر دولة عربية.

صرح عضو مجلس إدارة اتحاد مصر لكرة القدم محمود طاهر أن اللاعبين الجزائريين في أمان ولا يعانون من أي إصابة وأن البعثة الجزائرية أساءت للوضع بتخريبها الحافلة من الداخل ونتيجة لذلك فإن الاتحاد الدولي لكرة القدم لم يتصل بالاتحاد المصري للاستفسار عن ما حدث.
في يوم الجمعة الموافق 13 نوفمبر أكد الاتحاد الدولي لكرة القدم أن المباراة ستبدأ حسب ما هو مذكور في الجدول مطالبا من الاتحاد المصري والسلطات المصرية أن تقدم ضمانات لحماية البعثة الجزائرية. لعب لموشية وحليش المباراة واضعين رباط على الرأس بينما قال طبيب المنتخب الجزائري ميشيل غيلو بأن اللاعبين لم يكونوا لائقين نفسيا وكان يتوجب على المعنيين تأجيل المباراة.
| مصر                           | 2 – 0   | الجزائر |
| ----------------------------- | ------- | ------- |
| عمرو زكي 3' · عماد متعب 90+5' | التقرير |         |

في ظل الفوضى التي سادت بعد المباراة، ذكرت صحيفة الشروق الجزائرية أنه قد تم قتل 6 جزائريين وقالت ان أحد المناصرين لقن زميل له الشهادة قبل أن يتوفي وهذ ما نفته لاحقا حيث ظهر المشجع في السودان فيما بعد. ولكن السفير الجزائري في مصر عبد القادر حجار نفى هذا الخبر وقال أن 11 جزائري تعرضوا للإصابة فقط  واثارت بعض الأخبار التي تناقلتها الصحف الجزائرية عن احداث عقب مباراة القاهرة سخرية المصريين حيث اصطنعت حوادث درامية كاجهاض جزائرية حامل كانت تناصر المنتخب الجزائري وتعرض جزائريات للتحرش. كما اظهر تسجيل المباراة صورا لمشجعة جزائرية تقوم بعمل حركات بذيئة تجاه الجمهور المصري عقب تسجيل الهدف الثاني قبل نهاية المباراة. بينما أفادت وزارة الصحة المصرية أن 20 جزائري و12 مصري تعرضوا للإصابة. مغني الراب الجزائري المشهور رضا سيتي 16 ادعى عبر يوتيوب أن أخيه تم قتله في القاهرة ولكن صحيفة الشروق الجزائرية نفت هذا الأمر.
هاجم الجزائريون مناطق يقطنها مصريون بالجزائر وشركات مصرية في بلادهم من ضمنها مكتب مصر للطيران الذي تم تكسيره واقتحامه على الرغم من أنه كان مغلقا لأسباب أمنية. تم رجم بعض الشركات المصرية. المقر الرئيسي لشركة جازي الفرع الجزائري لشركة أوراسكوم المصرية تم نهبه ، كما تم احتجاز العشرات من عمال شركة المقاولون العرب المصرية في مقر فرع الشركة بالجزائر، بينما في مصر، تظاهر أكثر من ألف شخص بالقرب من السفارة الجزائرية بحي الزمالك في القاهرة وتم حرق العلم الجزائري وهتفوا بشعارات معادية للجزائر وتم تدمير بعض السيارات والمحلات التجارية وطالبو بطرد السفير من مصر إلا أن قوات الأمن المصرية تدخلت لمنع وقوع أي حادثة وصرحت وزارة الداخلية المصرية أن 11 شرطي و24 متظاهر تعرضوا للإصابة وتم القبض على 20 شخص.
في 10 يونيو 2016، ذكر هاني أبو ريدة المشرف العام على منتخب مصر في حديث صحفي: «عندما ضربنا منتخب الجزائر في تصفيات 2010 وقتها كذبنا وللعلم الكذب عليه عقوبة أشد، كان هناك خمس درجات من العقوبات».

#### مباراة أم درمان
أنهى المنتخبان المجموعة برصيد متساوي 13 نقطة وتساووا أيضا في جميع حالات كسر التعادل وهي: فارق الأهداف على مستوى المجموعة (+5)، الأهداف المسجلة لصالحه في كامل المجموعة (9)، النقاط المحصلة في مواجهة المنتخبين بعضهما البعض (3)، وفارق الأهداف في مواجهة المنتخبين بعضهما البعض (0). (لم يتم الاحتكام إلى قاعدة الهدف الاعتباري). تقرر أن يلتقي المنتخبان في مباراة فاصلة من أجل تحديد ملعب المباراة طلب من اتحادي البلدين. فاقترحت الجزائر أن يكون اللقاء في أحد بلدان شمال أفريقيا كون البلدين ينتميان إلى هذه المنطقة، فإقترحت الجزائر ليبيا كونها تقع بين مصر والجزائر إلا أن مصر رفضت واقترحت اللعب في جنوب أفريقيا ثم نيجيريا لكن الجزائر رفضت هذه العروض كونها بعيدة جغرافيا على البلدين. فاقترحت بالتالي الفيفا قرارا على أن يختار كل منهما دولة على أن تتم القرعة بينهما، فاختار الجزائريون تونس بينما اختار المصريون السودان، وبعد القرعة، تم اختيار السودان  وتم تحديد ملعب المريخ في أم درمان.
في ضل هذا الاختيار، هيئت السلطة الجزائرية إمكانيات تنظيمية ومادية هائلة لنقل أكبر عدد من المشجعين الجزائريين على غرار بعد المسافة بين الجزائر والسودان، فتم إرسال 48 طائرة منها بعض الطائرات العسكرية (تابعة لوزارة الدفاع ذات الطابع المدني: أي ليست حربية مخصصة لنقل الأفراد والبضائع ولونها أبيض) في ظرف زمني قياسي مما جعل الخرطوم تمتلأ بالجزائريين قبل المبارة الحاسمة،  ذكرت رويترز أن السلطات السودانية قررت نشر 15 ألف شرطي من أجل إقرار الأمن قبل وأثناء وبعد المباراة. تم توجيه النصح إلى السفارات أن تخطر رعاياها بالسودان بالابتعاد عن منطقة الملعب بينما أغلقت المكاتب الوزارية والمدارس مبكرا وعلى الرغم من ذلك فقد تم الإبلاغ عن إصابة البعض.
في يوم الاثنين الموافق 16 نوفمبر ذكرت قناة الجزيرة أن المشجعين الجزائريين رجموا بالحجارة حافلة تقل اللاعبين المصريين من ملعب التدريب من دون أن يتعرضوا لأي إصابة. في اليوم التالي جمع الرئيس السوداني عمر البشير رئيس الاتحاد الجزائري محمد روراوة برئيس الاتحاد المصري سمير زاهر ولكن الأول رفض مصافحة الأخير بسبب أحداث لقاء القاهرة.
تقرر منح 9 آلاف تذكرة لكل من مشجعي المنتخبين بينما تقرر تقليل سعة الملعب من 41 ألف مقعد إلى 36 ألف مقعد حيث أنهم كانوا خائفين من المشجعين الذين سوف لن يحصلوا على تذاكر وسيبقون خارج الملعب. العديد من المشجعين الجزائريين والمصريين اشتروا تذاكر عن طريق إرسال المواطنين السودانيين. ذكر المواطنون أن ما لا يقل عن 50 ألف شخص اشترى تذكرة وحضر إلى المباراة وحضر في الملعب في الأخير 11 ألف مشجع جزائري و 9 آلاف مشجع مصري.
| الجزائر       | 1 – 0   | مصر |
| ------------- | ------- | --- |
| عنتر يحيى 40' | التقرير |     |

نشرت وسائل الإعلام المصرية العديد من قصص الاعتداءات التي حدثت في السودان. ذكرت صحيفة الأهرام الحكومية أنه تم تدمير الحافلات المخصصة لنقل المشجعين المصريين من الملعب إلى المطار مما اضطرهم إلى الذهاب إلى المطار مشيا على الأقدام تحت حماية الجيش السوداني. صرحت وزارة الخارجية المصرية قائلة مصر غير مسرورة من الاعتداء على المواطنين المصريين الذين ذهبوا إلى الخرطوم من أجل تشجيع منتخب مصر. قال دبلوماسيون جزائريون لاحقا أنه تم بث شريط فيديو على نطاق واسع يظهر مئات من المشجعين الجزائريين يحملون السكاكين وحسب جريدة الأهرام فإن دبلوماسيون سودانيون قالوا أنه تم الاعتداء على المصريين ولكن القلة منهم أصيبوا  وبعدها صرحت وزارة الصحة المصرية أن 20 مشجع تعرضوا لإصابة طفيفة. ذكرت صحيفة نيويورك تايمز أنه لا يوجد أعمال شغب واسعة النطاق. نفي السفير المصري بالسودان كل الإدعاءات التي وجهتها الصحافة المصرية ضد المشجعين الجزائريين في السودان.
بعد نهاية المباراة بالخسارة تقدم الاتحاد المصري إلى الاتحاد الدولي بشكوى رسمية ضد نظيره الجزائري. وذكر البيان الرسمي الصادر عن الاتحاد المصري أن حياة المشجعين واللاعبين المصريين كانت في خطر قبل وبعد المباراة وكانوا تحت تهديد مختلف الأسلحة، السكاكين، السيوف، والمشاعل. كما هدد في نفس البيان بالانسحاب من جميع المنافسات الدولية لمدة سنتين نتيجة للتهديد الذي تعرض له.
. وكان الاتحاد الجزائري قد تقدم من قبل بشكوى رسمية إلى الاتحاد الدولي ضد مصر حول ما حدث في مباراة العودة بالقاهرة.
احتفل 12 ألف مشجع جزائري في الشانزلزيه في العاصمة الفرنسية باريس وأيضا في باقي المدن الفرنسية. على الرغم من هذا الأمر فقد حدثت بعض أعمال الشغب بنهب مركز تجاري وتخريب سيارات مما نتج عنه اعتقال 150 شخص من جميع أنحاء فرنسا.
.

## الأحداث اللاحقة
في يوم الجمعة قام علاء مبارك بالاتصال هاتفيا ببرنامج رياضي وقال بأنهم «مصريون ورؤوسهم في العالي وأنه يشتم أي شخص يتهجم عليهم ويضربهم بالحذاء على رؤوسهم». وإمعانا في التصعيد، ذكر الرئيس المصري محمد حسني مبارك على شاشة التلفزيون الوطني أنه لن يتغاضى عن إذلال المصريين في الخارج ومع ذلك قالت وزارة الخارجية المصرية أن الحكومة سوف لن تتسامح مع الانتهاكات ضد المصالح الجزائرية مما يدل على القيام بحملة ضد الاحتجاجات.
 في الأسبوع التالي عقد لقاء بين دبلوماسيين من أجل ايجاد حل للأزمة التي حدثت بسبب مشجعين متعصبين وبعض وسائل الإعلام. ذكرت جريدة الأهرام أن المصريين الذين حضروا إلى الملعب كانوا من الأثرياء الذين يستطيعون دفع تكاليف السفر ولم يكونوا من المشجعين العاديين الذين كان يمكنهم الدفاع عن أنفسهم في وجه الاعتداءات.
تم عقد اجتماع لمسؤولي هيئة الرياضة في مصر تم الاتفاق على توخي الحذر عند استضافة جزائريين في أي منافسات رياضية بالإضافة إلى عدم المشاركة في أي منافسات رياضية تقام في الجزائر. من جانب آخر، كان من المقرر أن تستضيف مصر بطولة أفريقيا لكرة اليد للرجال 2010 في فبراير 2010 وطالب الاتحاد المصري لكرة اليد بالانسحاب من استضافة البطولة ولكنه أبقى على مشاركته بها فتقدم الاتحاد الجزائري لكرة اليد بطلب الاستضافة وأمام هذا الأمر رجع الاتحاد المصري عن قراره ووافق على استضافة البطولة.
والتقى المنتخبان المصري والجزائري في البطولة وفاز المنتخب المصري. قرر الاتحاد الدولي لكرة القدم تشكيل لجنة تحقيق حول أداء الاتحاد المصري في استضافة البعثة الجزائرية في القاهرة. في 23 نوفمبر أعلن الاتحاد الدولي أن اللجنة التنفيذية ستعقد اجتماعا طارئا في 2 ديسمبر في كيب تاون من أجل استضافة جميع الأطراف والاستماع إلى شهاداتهم حول الموضوع بالإضافة إلى موضوع الجدل الذي دار في مباراة إياب الملحق الأوروبي بين فرنسا وإيرلندا. تم توجيه اللجنة التأديبية للتحقيق في الموضوع حيث استبعد عضوها الجزائري للحفاظ على حيادية اللجنة وفي شهر شباط/فبراير تم تأكيد أحقية منتخب الجزائر في نهائيات بطولة كأس العالم.

### جهود التهدئة
في 25 نوفمبر وقع مئتا مثقف مصري على بيان احتجاجي أدانوا فيه الضجيج الإعلامي والألاعيب السياسية التي حدثت. أدانت بثينة شعبان مستشارة الرئيس السوري بشار الأسد النزاع واعتبرته تشتيتًا للقوى العربية في مواجهة العدو الإسرائيلي.
ذكرت تقارير صحفية أن الرئيس الليبي معمر القذافي وإسرائيل عرضا التوسط لحل الأزمة  وفي 26 نوفمبر ذكرت وكالة رويترز أن خطة الوساطة السودانية على وشك الانتهاء.
في 1 ديسمبر ذكرت صحيفة الأهرام أن قرية في محافظة الوادي الجديد قد تقدمت بطلب لتغيير اسمها من الجزائر إلى مبارك المصريين.
في 6 ديسمبر أعلنت شركة نفط مشروعا مشتركا يبشر بانتعاش بين البلدين. ذكرت مصر بأنها لن تعيد سفيرها إلى الجزائر ما لم يتم دفع تعويضات عن الأضرار التي لحقت بالشركات المصرية في الجزائر. في 10 ديسمبر ذكرت صحيفة الأهرام أن حالة التوتر الدبلوماسي بين البلدين انتهت بعد وساطة من القذافي والبشير.
أيد رئيس الاتحاد الدولي لكرة القدم جوزيف بلاتر جهود اتحاد الإمارات لكرة القدم في التوسط بين اتحادي مصر والجزائر.

### تصعيد جديد
بينما بدأت الأحداث تبرد حدث أن التقى المنتخبان في الدور النصف النهائي من بطولة كأس الأمم الأفريقية لكرة القدم 2010 في أنغولا. قررت الحكومة الجزائرية تسهيل السفر إلى أنغولا من أجل مساندة المنتخب الوطني في مواجهة منتخب مصر وقد سافر مئات وفي بعض التقارير الصحفية آلاف المشجعين الجزائريين إلى أنغولا. أرسلت السلطات المصرية هذه المرة مشجعين محترفين من روابط الأندية، كما أصدرت السلطات الأنغولية بيانًا بأنها لن تسمح بحدوث أي تجاوزات على أرضها في إشارة إلى أحداث السودان. بعد نهاية المباراة اتهم الجزائريون حكم المباراة البنيني كوفي كودجا بالانحياز إلى الجانب المصري بطرد 3 لاعبين من صفوف منتخب الجزائر. قرر الاتحاد الأفريقي لكرة القدم ايقاف كودجا إلى أجل غير مسمى بسبب عدم اتخاذه لقرار بالنسبة لاعتداء الحارس الجزائري فوزي شاوشي عليه الذي نطحه أثناء نقاشه مع الحكم في الدقيقة 38 عند احتساب ركلة جزاء لصالح منتخب مصر، وكان من المتوقع أن يشهر كودجا البطاقة الحمراء في وجه شاوشي ولكنه أشهر البطاقة الصفراء، علما بأن شاوشي حصل على البطاقة الصفراء الثانية في الشوط الثاني نتج عنها طرده من أرض الملعب. تأهل المنتخب المصري على حساب الفريق الجزائري وفاز بالكأس عقب فوزه على غانا في المباراة النهائية.
في 18 مايو 2010 أعلنت اللجنة التأديبية التابعة للاتحاد الدولي لكرة القدم قرارًا بتغريم الاتحاد المصري بمبلغ 700 ألف يورو ونقل مباراتين لمنتخب مصر من ملعبه لمسافة لا تقل عن 100 كيلومتر عن القاهرة في تصفيات كأس العالم المقبلة 2014، بينما أغلقت اللجنة التأديبية الشكوى المصرية ضد أحداث السودان بدعوى أن المباراة لم تكن منظمة من قبل الاتحاد الجزائري بعكس مباراة القاهرة التي كان الاتحاد المصري مسؤولًا عنها وأن الشروط اللازمة لتقديم الشكوى لم تتحقق وبالتالي رفضت.
خلال ثورة 25 يناير، ظهرت لقطات تلفزيونية عديدة وأخرى مصورة على موقع يوتيوب لمجموعة من المتظاهرين المصريين وهم يرفعون علم الجزائر في قلب لميدان التحرير بالعاصمة القاهرة والذي كان مقر للثورة التي استمرت حتى تنحي مبارك، وذلك في رسالة منهم للتأكيد على استمرار العلاقة التاريخية بين الشعبين، وقد اتهم بعض النشطاء المصريين نظام مبارك بتعميق الفتنة بين مصر والجزائر لأغراض سياسية.

### تحليل
زعمت الجزائر أن هناك حملة إعلامية منظمة لتدمير سمعتها وخلق عدو وهمي لمصر، ولحشد الجماهير وراء جمال مبارك ومنحه بعض الشرعية في محاولته لوراثة الرئاسة من والده. اقترح محللون أجانب أن الحكومتين شجعتا الاحتجاجات والاضطرابات لتوجيه السخط العام بعيدا عن القضايا السياسية. بينما يشير جاك شينكر إلى أن الغضب أثارته في المقام الأول وسائل الإعلام، مع تأييد سياسي ولكن متأخر. رأى آخرون أن العنف كان تعبيرا عن الشعور العام بالضيق. في 22 نوفمبر 2009، أشارت صحيفة الأوبزرفر إلى أن ردة فعل معارضة كانت تتصاعد في مصر بسبب إذكاء الرئيس مبارك للنزاع. في 10 ديسمبر، قدمت صحيفة نيويورك تايمز ملاحظات مماثلة.
اقترح المتحدث الرسمي عن جامعة الدول العربية في المستقبل أن لا يحضر المسئولون السياسيون والمشاهير المباريات الحساسة خشية تغذية المشاعر العامة. ويعود السبب إلى حضور 200 عضو من البرلمان الجزائري مباراة القاهرة وحضور 133 من المشاهير المصريين مباراة أم درمان.